# Julián Vergara
Julián Vergara Medrano (Olite, 13 settembre 1913 – Olite, 8 settembre 1987) è stato un calciatore spagnolo.

## Carriera
In attività giocava come attaccante. Fu convocato dalla nazionale spagnola di calcio nel 1936 e giocò un'unica partita contro il Portogallo.
Il 7 febbraio 1943, quando militava nell'Osasuna, fu autore di dieci reti in una sola partita, realizzate contro la RSD Alcalá nel 12-1 finale.